# Супремум-норма
Супремум-норма — в математичному аналізі, для дійснозначної чи комплекснозначної обмеженої функцій {\displaystyle f} визначеної на множині {\displaystyle S}, це норма означена як невід'ємне число:
{\displaystyle \|f\|_{\infty }=\|f\|_{\infty ,S}=\sup \left\{\,|f(s)|:s\in S\,\right\}.}
Це найпоширеніша норма для неперервних функцій. Її деколи називають:
- нормою Чебишова для функцій або
- рівномірною нормою, оскільки збіжність за цією нормою еквівалентна рівномірній збіжності.

Якщо {\displaystyle f} — неперервна функція на замкненому й обмеженому проміжку, або, загальніше на компактній множині, то вона обмежена, й супремум у наведеному вище визначенні досягається за другою теоремою Веєрштрасса, тож тоді можливо замінити цей супремум максимумом. У такому випадку цю норму також називають максимум-нормою (англ. maximum norm).
Зокрема, якщо {\displaystyle x} — це деякий такий вектор, що {\displaystyle x=\left(x_{1},x_{2},\ldots ,x_{n}\right)} у скінченновимірному просторі координат, вона набуває вигляду:
{\displaystyle \|x\|_{\infty }:=\max \left(\left|x_{1}\right|,\ldots ,\left|x_{n}\right|\right).}
Це називають {\displaystyle \ell ^{\infty }}-нормою.

## Пов'язані означення
Про́стір непере́рвних фу́нкцій — лінійний нормований простір, елементами якого є неперервні на відрізку {\displaystyle [a,b]} функції (зазвичай позначають {\displaystyle {\mathrm {C} }[a,b]}, іноді {\displaystyle C^{0}[a,b]} або {\displaystyle C^{(0)}[a,b]} або {\displaystyle C(a,b)}) . Норма в цьому просторі визначається так:
{\displaystyle ||x||_{{\mathbf {C} }[a,b]}=\max _{t\in [a,b]}|x(t)|}

## Властивості
- Якщо послідовність {\displaystyle x_{n}} елементів з {\displaystyle {\mathrm {C} }[a,b]} збігається в цьому просторі до деякої граничної функції {\displaystyle x(t)}, то {\displaystyle x_{n}\rightrightarrows x} при {\displaystyle n\to \infty }.
  - Звідси: {\displaystyle {\mathrm {C} }[a,b]} — банахів простір.
- Простір неперервних функцій сепарабельний: зліченну всюди щільну множину в ньому утворює множина всіх многочленів з раціональними коефіцієнтами. Це твердження виходить як наслідок апроксимаційної теореми Веєрштрасса.
- В {\displaystyle {\mathrm {C} }[a,b]} не виконується тотожність паралелограма, тому норма в ньому не породжує ніякого скалярний добуток.

## Варіації та узагальнення
Аналогічно цей простір будується також і над областями та їх замиканнями. У разі некомпактної множини максимум треба замінити точною верхньою гранню.
Отже, простором неперервних обмежених функцій (вектор-функцій) {\displaystyle C(X,Y)} називають множину всіх неперервних обмежених функцій {\displaystyle x:X\to Y} зі введеною на ній нормою:
{\displaystyle \|x\|_{C(X,Y)}=\sup _{t\in X}\|x(t)\|_{Y}.}
Поряд з чебишовською нормою часто розглядають простір неперервних функцій з інтегральною нормою:
{\displaystyle \|x\|=\int \limits _{a}^{b}|x(t)|\,dt}
У сенсі цієї норми простір неперервних на відрізку функцій вже не утворює повного лінійного простору. Фундаментальною, але не збіжною в ньому є, наприклад, послідовність {\displaystyle x_{n}}
{\displaystyle x_{n}(t)={\begin{cases}1,\quad t\geqslant {\frac {1}{n}}\\nt,\quad t\in (-{\frac {1}{n}},{\frac {1}{n}})\\-1,\quad t\leqslant -{\frac {1}{n}}\end{cases}}}
Його поповненням є {\displaystyle L_{1}[a,b]} — простір сумованих функцій.